# Musse Herred
Musse Herred var et herred i Maribo Amt. Herredet hørte oprindeligt under Ålholm Len, der i 1662 blev ændret til Ålholm Amt , indtil det i 1803 blev en del af Maribo Amt.
I herredet ligger købstæderne Maribo, Nysted og Sakskøbing, samt følgende sogne:
- Bregninge Sogn
- Døllefjelde Sogn
- Engestofte Sogn
- Fjelde Sogn
- Godsted Sogn
- Herritslev Sogn
- Hunseby Sogn
- Kettinge Sogn
- Majbølle Sogn
- Maribo Domsogn
- Musse Sogn
- Nysted Sogn
- Radsted Sogn
- Sakskøbing Sogn
- Slemminge Sogn
- Toreby Sogn
- Tårs Sogn
- Vantore Sogn
- Vester Ulslev Sogn
- Vigsnæs Sogn
- Våbensted Sogn
- Øster Ulslev Sogn